# César Izturis
César David Izturis (né le 10 février 1980 à Barquisimeto, Venezuela), est un joueur d'arrêt-court évoluant en Ligue majeure de baseball. Il est présentement agent libre.
Sélectionné une fois au match des étoiles (2005) et gagnant d'un Gant doré à la position d'arrêt-court (2004), Izturis est également un international vénézuélien et participe avec l'équipe du Venezuela à la Classique mondiale de baseball 2009.
Il est le frère de Maicer Izturis.

## Carrière

### Blue Jays de Toronto
César Izturis est recruté comme agent libre amateur le 3 juillet 1996 par les Blue Jays de Toronto. Il passe cinq saisons en Ligues mineures avant d'effectuer ses débuts en Ligue majeure le 23 juin 2001. Il ne joue que 46 matchs pour les Jays, tous en 2001, obtenant deux circuits et faisant marquer neuf points.

### Dodgers de Los Angeles
Le 13 décembre 2001, les Blue Jays transfèrent Izturis et le lanceur Paul Quantrill aux Dodgers de Los Angeles en retour de deux lanceurs, Luke Prokopec et Chad Ricketts, ce dernier qui n'atteindra d'ailleurs pas les ligues majeures. Izturis passe un peu moins de quatre saisons chez les Dodgers, son plus long séjour en carrière avec une même équipe. En 2004, il connaît sa meilleure saison en offensive avec une moyenne au bâton de ,288. Ses 193 coups sûrs, un sommet en carrière, le placent sixième parmi les frappeurs de la Ligue nationale et il produit un record personnel de 62 points. Ce sont toutefois ses aptitudes défensives qui sont récompensées à la fin de la saison, puisqu'il remporte le Gant doré du meilleur joueur d'arrêt-court défensif de la ligue. Izturis participe aux séries éliminatoires pour la première fois mais les Dodgers sont éliminés par Saint-Louis dès la première ronde.
En 2005, César Izturis est invité au match des étoiles.

### Cubs de Chicago

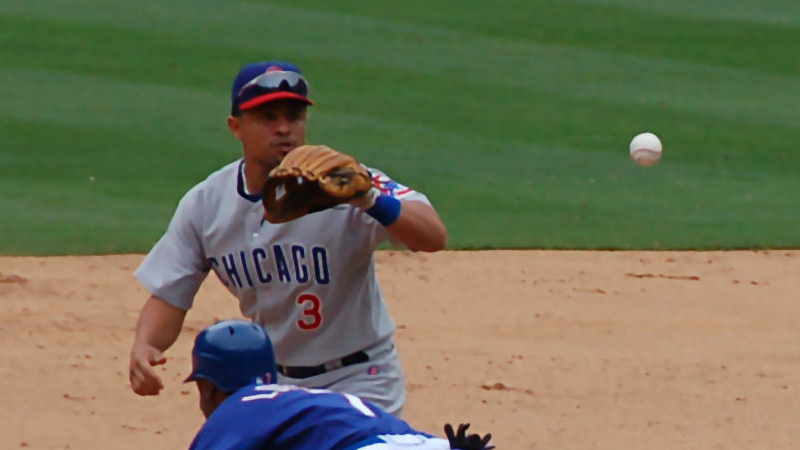
Izturis en défensive pour les Cubs.

Izturis est échangé le 31 juillet 2006 aux Cubs de Chicago contre Greg Maddux et dispute les 22 derniers matchs de la saison avec son nouveau club.

### Pirates de Pittsburgh
Il se retrouve sous les couleurs des Pirates de Pittsburgh à partir du 19 juillet 2007 lorsque ce club rachète son contrat des Cubs. Il dispute 45 matchs en fin de saison pour les Pirates avant de devenir agent libre. 

### Cardinals de Saint-Louis

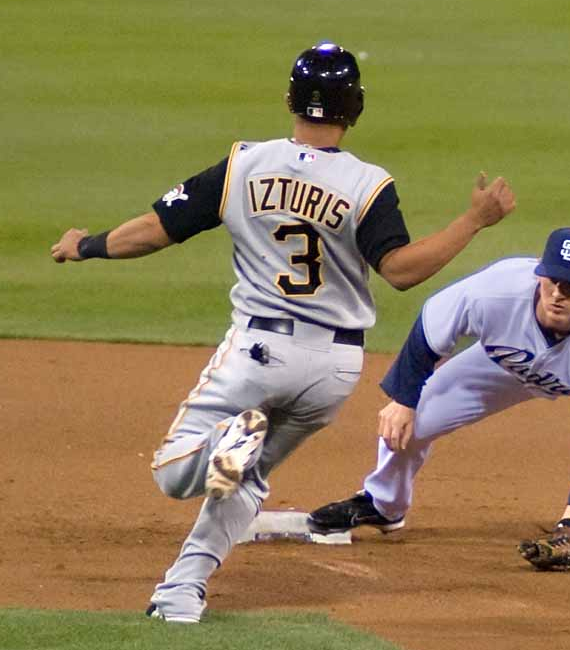
Izturis avec Pittsburgh.

Il s'engage pour un an avec les Cardinals de Saint-Louis le 30 novembre 2007. Izturis frappe pour ,263 de moyenne au bâton avec 109 coups sûrs et 24 points produits à son unique saison chez les Cards.

### Orioles de Baltimore
Agent libre à l'automne 2008, il signe pour deux saisons chez les Orioles de Baltimore le 16 décembre 2008.
De nouveau joueur autonome après la saison 2010, il accepte une nouvelle offre des Orioles pour un an et 1,5 million de dollars.
Sa dernière saison à Baltimore en 2011 est ruinée par les blessures. Il ne joue que 18 parties.

### Brewers de Milwaukee
Le 21 décembre 2011, Izturis signe un contrat des ligues mineures avec les Brewers de Milwaukee. En 57 matchs pour Milwaukee en 2012, il frappe pour ,235 avec 2 circuits et 11 points produits.

### Nationals de Washington
Le 6 août 2012, Izturis est réclamé au ballottage par les Nationals de Washington. Il apparaît dans 5 matchs des Nationals, frappant deux coups sûrs en quatre présences au bâton. Il redevient agent libre le 20 août. Sa saison 2012 se termine avec 2 circuits, 11 points produits et une moyenne au bâton de ,241 en 62 rencontres pour Milwaukee et Washington.

### Reds de Cincinnati
Izturis rejoint les Reds de Cincinnati pour la saison 2013. Comme joueur réserviste, il entre en jeu dans 63 matchs mais ne frappe que pour ,209.

### Astros de Houston
En 2014, César Izturis signe un contrat des ligues mineures avec les Astros de Houston et est invité à leur camp d'entraînement. Il est libéré le 24 mars suivant, à quelques jours du début de la saison.

## Statistiques

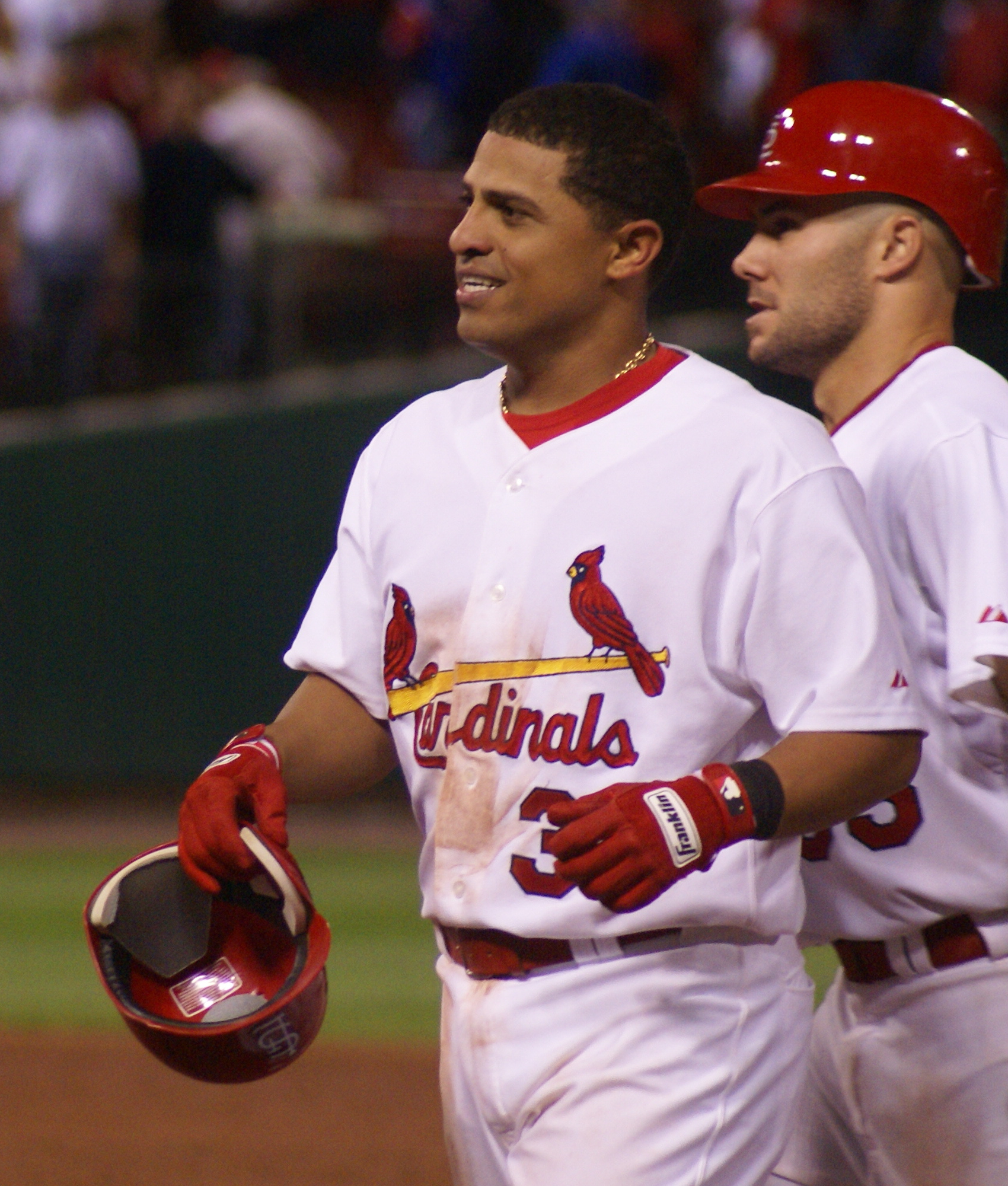
César Izturis avec Saint-Louis en 2008.

| Saison | Équipe       | G    | AB   | R   | H    | 2B  | 3B | HR | RBI | SB  | BA    |
| ------ | ------------ | ---- | ---- | --- | ---- | --- | -- | -- | --- | --- | ----- |
| 2001   | Toronto      | 46   | 134  | 19  | 36   | 6   | 2  | 2  | 9   | 8   | 0,269 |
| 2002   | LA Dodgers   | 135  | 439  | 43  | 102  | 24  | 2  | 1  | 31  | 7   | 0,232 |
| 2003   | LA Dodgers   | 158  | 558  | 47  | 140  | 21  | 6  | 1  | 40  | 10  | 0,251 |
| 2004   | LA Dodgers   | 159  | 670  | 90  | 193  | 32  | 9  | 4  | 62  | 25  | 0,288 |
| 2005   | LA Dodgers   | 106  | 444  | 48  | 114  | 19  | 2  | 2  | 18  | 8   | 0,245 |
| 2006   | LA Dodgers   | 32   | 119  | 10  | 30   | 7   | 1  | 1  | 12  | 1   | 0,252 |
| 2006   | Chicago Cubs | 22   | 73   | 4   | 17   | 2   | 0  | 0  | 6   | 0   | 0,233 |
| 2007   | Chicago Cubs | 65   | 191  | 15  | 47   | 11  | 0  | 0  | 8   | 3   | 0,246 |
| 2007   | Pittsburgh   | 45   | 123  | 16  | 34   | 3   | 2  | 0  | 8   | 0   | 0,276 |
| 2008   | St-Louis     | 135  | 414  | 50  | 109  | 10  | 3  | 1  | 24  | 24  | 0,263 |
| 2009   | Baltimore    | 114  | 387  | 34  | 99   | 14  | 4  | 2  | 30  | 12  | 0,256 |
| 2010   | Baltimore    | 150  | 473  | 42  | 109  | 13  | 1  | 1  | 28  | 11  | 0,230 |
| Totaux | Totaux       | 1167 | 4025 | 418 | 1030 | 162 | 32 | 15 | 289 | 109 | 0,256 |

| Saison | Équipe     | G | AB | R | H | 2B | 3B | HR | RBI | SB | BA    |
| ------ | ---------- | - | -- | - | - | -- | -- | -- | --- | -- | ----- |
| 2004   | LA Dodgers | 4 | 17 | 1 | 3 | 1  | 0  | 0  | 0   | 0  | 0,176 |
| Totaux | Totaux     | 4 | 17 | 1 | 3 | 1  | 0  | 0  | 0   | 0  | 0,176 |

Note : G = Matches joués ; AB = Passages au bâton; R = Points ; H = Coups sûrs ; 2B = Doubles ; 3B = Triples ; 
HR = Coup de circuit ; RBI = Points produits ; SB = Buts volés ; BA = Moyenne au bâton.